# Memphis falcata
Espèce
Memphis falcata est une espèce d'insectes lépidoptères (papillons) de la famille des Nymphalidae, de la sous-famille des Charaxinae et du genre Memphis.

## Dénomination
Memphis falcata a été décrit par Carl Heinrich Hopffer en 1874 sous le nom initial de Paphia falcata.

## Description
Memphis falcata est un papillon aux ailes antérieures à bord costal bossu, apex en crochet, bord externe concave et bord interne très concave.
Le dessus est marron barré d'une bande postdiscale bleu clair métallisé.
Le revers est jaune beige et simule une feuille morte.

## Écologie et distribution
Memphis falcata est présent au Pérou,.

### Protection
Pas de statut de protection particulier.